# Saison 9 de South Park
Chronologie
Saison 8 Saison 10
Cet article présente le guide des épisodes de la neuvième saison de la série télévisée South Park.

## Épisodes
| № | #  | Titre                                                                        | Réalisation | Scénario                 | Première diffusion |
| --- | -- | ---------------------------------------------------------------------------- | ----------- | ------------------------ | ------------------ |
| 126 | 1  | Le Vagin tout neuf de M. Garrison Mr. Garrison Fancy New Vagina              | Trey Parker | Trey Parker              | 9 mars 2005        |
| Le professeur des CM1, M. Garrison, bénéficie d’une chirurgie de réassignation sexuelle qui laisse entrevoir à d'autres personnes le fait de changer. Ainsi Kyle souhaiterait devenir grand et noir pour réaliser ses rêves de jouer au basket-ball.                                                                                              |    |                                                                              |             |                          |                    |
| 127 | 2  | Crève Hippie, crève ! Die Hippie, Die!                                       | Trey Parker | Trey Parker & Matt Stone | 16 mars 2005       |
| La ville de South Park est envahie par les hippies qui veulent faire un festival. Leur ennemi juré, Cartman, compte bien les arrêter. |    |                                                                              |             |                          |                    |
| 128 | 3  | Wing                                                                         | Trey Parker | Trey Parker              | 23 mars 2005       |
| Stan, Kyle, Cartman et Kenny décident de devenir imprésarios. Après l’échec de leur travail avec Token, on leur confie Wing, la femme du gérant de City Wok. |    |                                                                              |             |                          |                    |
| 129 | 4  | Potes pour la vie Best Friends Forever                                       | Trey Parker | Trey Parker              | 30 mars 2005       |
| Kenny obtient une PSP, mais il meurt, choisi pour mener une lutte salutaire au paradis. Malheureusement, les docteurs réaniment Kenny qui se retrouve dans un état végétatif. |    |                                                                              |             |                          |                    |
| 130 | 5  | La Fureur de perdre The Losing Edge                                          | Trey Parker | Trey Parker & Matt Stone | 6 avril 2005       |
| Les enfants de South Park sont désespérés : leurs parents veulent absolument qu’ils jouent au baseball mais eux s’ennuient terriblement. Tout empire lorsqu’ils apprennent qu’un match de qualification les obligerait à jouer tout l’été. Ils décident alors de tout faire pour perdre. Seulement ils ne sont pas les seuls à détester ce sport… |    |                                                                              |             |                          |                    |
| 131 | 6  | La Mort d'Eric Cartman The Death of Eric Cartman                             | Trey Parker | Trey Parker              | 13 avril 2005      |
| Les enfants se mettent d’accord pour ignorer Cartman, et ce dernier se croit mort. Butters qui n’est pas au courant de la supercherie, devient le médium de Cartman. |    |                                                                              |             |                          |                    |
| 132 | 7  | Le Jour des érections Erection Day                                           | Trey Parker | Trey Parker              | 20 avril 2005      |
| Jimmy a des problèmes d’érections impromptues. Étant donné qu’il doit participer au concours de talents, il cherche de l’aide pour résoudre ce problème. |    |                                                                              |             |                          |                    |
| 133 | 8  | Deux jours avant le jour après demain Two Days Before the Day After Tomorrow | Trey Parker | Trey Parker              | 19 octobre 2005    |
| La petite ville de Beaverton est inondée. Alors que l'opinion publique devient complètement folle et met ça sur le dos du réchauffement climatique et ça rend tous les habitants de South Park complètement fous, Stan et Cartman savent très bien que ce sont eux qui ont causé l’inondation…                                                    |    |                                                                              |             |                          |                    |
| 134 | 9  | Marjorine                                                                    | Trey Parker | Matt Stone               | 26 octobre 2005    |
| Butters se fait passer pour mort pour que les garçons puissent récupérer un appareil à faire des prédictions appartenant aux filles. Ainsi Butters se fait passer pour l'une d'entre elles afin de dérober le précieux "engin"… |    |                                                                              |             |                          |                    |
| 135 | 10 | Suivez cet œuf ! Follow That Egg!                                            | Trey Parker | Trey Parker              | 2 novembre 2005    |
| Mme Garrison a encore des sentiments pour M. Esclave, mais en allant le voir, elle découvre qu’il est avec Al Super Gay, et qu’ils comptent se marier. |    |                                                                              |             |                          |                    |
| 136 | 11 | Les Rouquins Ginger Kids                                                     | Trey Parker | Trey Parker              | 9 novembre 2005    |
| Cartman affiche sa haine envers les rouquins, ce qui insupporte Kyle. Stan, Kyle et Kenny décident de donner une bonne leçon à Cartman, à leurs risques et périls. |    |                                                                              |             |                          |                    |
| 137 | 12 | Piégé dans le placard Trapped in the Closet                                  | Trey Parker | Trey Parker              | 16 novembre 2005   |
| Stan est endoctriné par l'église de scientologie, avant de découvrir qu’il ne s’agit que d’une vaste machination. |    |                                                                              |             |                          |                    |
| 138 | 13 | Sauvez Willzy-X Free Willzyx                                                 | Trey Parker | Trey Parker              | 30 novembre 2005   |
| Les enfants mettent tout en œuvre pour sauver Willzyx, une orque du bassin, et pour tenter de réaliser son rêve d’aller sur la lune. Ils ne réalisent pas qu’ils sont victimes d’un canular… |    |                                                                              |             |                          |                    |
| 139 | 14 | Marie la sanglante Bloody Mary                                               | Trey Parker | Trey Parker              | 7 décembre 2005    |
| Le père de Stan est alcoolique. Le petit garçon tente d’aider son père d’autant que celui-ci est très mal conseillé par les Alcooliques Anonymes. |    |                                                                              |             |                          |                    |